# Jeździectwo na Igrzyskach Śródziemnomorskich 1959
Zawody jeździeckie na Igrzyskach Śródziemnomorskich 1959 odbyły się w październiku w Bejrucie.

## Tabela medalowa
| Poz. | Państwo                       |   |   |   | Razem: |
| ---- | ----------------------------- | - | - | - | ------ |
| 1    | Zjednoczona Republika Arabska | 4 | 5 | 3 | 12     |
| 2    | Liban                         | 2 | 1 | 3 | 6      |
|      | Razem:                        | 6 | 6 | 6 | 18     |

## Wyniki
| Konkurencja                                           | Złoto:                        | Srebro:                       | Brąz:                         |
| Prix Méditerranée - Konie arabskie                    | Capt Jalabi                   | Kabbari Mohamed Hammad        | Pierre Asseily                |
| Prix Méditerranée - open - dla wszystkich koni        | Zjednoczona Republika Arabska | Zjednoczona Republika Arabska | Zjednoczona Republika Arabska |
| Prix de la cité sportive - Konie arabskie             | Liban                         | Zjednoczona Republika Arabska | Liban                         |
| Prix de la cité sportive - open - dla wszystkich koni | Zjednoczona Republika Arabska | Zjednoczona Republika Arabska | Zjednoczona Republika Arabska |
| Prix du Cèdre - Konie arabskie                        | Liban                         | Liban                         | Liban                         |
| Prix du Cèdre - open - dla wszystkich koni            | Zjednoczona Republika Arabska | Zjednoczona Republika Arabska | Zjednoczona Republika Arabska |